# Ikarus 283
Ikarus 283 — городской сочленённый среднеприводный автобус особо большой вместимости производства венгерской фирмы Ikarus. В отличие от Ikarus 280, имеет двускатные не подруливающие колёса задней оси и увеличенную длину. 

## Модификации
- 283.00 — поставлялись в СССР (373 машины — в Москву[1] (в том числе машина, пришедшая на испытания в 1988 году[2]), 5 машин — в Таллин[3], 2 машины — в качестве служебных в Новороссийск[4]) в 1990—1992 годах; одна машина испытывалась в 1989 году в Берлине, несколько опытных экземпляров остались в Венгрии[источник не указан 2264 дня];
- 283.01 — поставлялись в Словакию в 1991 году (21 экземпляр);
- 283.10 — собирались на Курганском автобусном заводе в 1997 году для Екатеринбурга, за исключением двух экземпляров, собранных в Венгрии в 1996 году, которые там и остались; суммарно 170 машин;
- Ikarus — Classic C83 — вариант автобуса Ikarus 283, но с улучшенным дизайном (новые фары и светодиодные фонари — снаружи, обновлённый салон — внутри; суммарно 5 машин). Автобус с заводским № 0003 проходил испытания в 2002 году в ФАТПе на 157 маршруте под парковым номером 08380 (госномер — С 538 ТУ 99)[5]. Испытания автобуса прошли успешно и тогда было принято решение Правительства Москвы закупить несколько сотен таких модернизированных моделей для Москвы, и был подписан контракт, но завод Ikarus в Секешфехерваре был признан банкротом и сделка не состоялась, МГТ оказался в огромном убытке. Тогда правительство Москвы выделило МГТ дополнительные денежные средства и по его заказу заводом ЛиАЗ за очень короткое время был поднят из архивов эксперимент начала-середины 90-х по постройке сочленённых автобусов на базе модели ЛиАЗ-5256 (см. СВАРЗ-6240 и ЯАЗ-6211) и налажено производство отечественного сочленённого автобуса с импортными агрегатами (модель получила индекс ЛиАЗ-6212). Испытывавшаяся в Москве машина с заводским номером 0003 много лет работала в Татабанье и, благополучно отслужив срок своей эксплуатации, была списана в мае 2017 года. По состоянию на июль 2017 года в Венгрии работали ещё 2 машины этой модели, 2 машины были списаны до 2017 года.

## Отличия от Ikarus 280
Внешние видимые отличия:
- несколько более «округлённый» кузов, чем у Ikarus 280;
- удлинения в конце 1-й секции, в конце 2-й секции — дополнительное окошко;
- ось прицепа — неуправляемая с двускатными колесами, в отличие от Ikarus 280 с подруливающей осью прицепа с односкатными колесами;
- если смотреть с левой стороны, то дополнительные окошки — и спереди (позади кабины водителя), и сзади (перед задней секцией);
- в 283.01 присутствовали электронные маршрутоуказатели, форточки в окнах были узкими;
- в 283.10 вторая дверь смещена на одну оконную секцию вперёд, уменьшены лобовые стекла, добавлен отдельный маршрутоуказатель;
- 283.10 получил мосты с евродисками;
- в 283.10 иная конструкция форточек (ручки);
- в 283.01 и 283.10 в салон устанавливались более мягкие сиденья с велюровой (тканевой) обивкой (унифицированные с моделями 400-й серии). Также оранжевые поручни, серый автолин, плафоны освещения немного иной формы.

В Екатеринбурге Ikarus 283.10 появились в 1997 году благодаря тому, что ОАО «Курганский автобусный завод» выиграл международный тендер и изготовил 168 Ikarus 283.10 с немецкими двигателями MAN D2865LUH05 объёмом 9972 куб. см, 270 лошадиных сил.

## Ikarus 283T
Ikarus не производил троллейбусов на базе этого автобуса. В 1991 году московский завод СВАРЗ осуществил модернизацию пяти вновь закупленных экземпляров Ikarus 283.00 в троллейбусы, получивших индекс СВАРЗ-Икарус. Под этим индексом также модернизировались в троллейбусы автобусы модификаций Ikarus 280.33 и Ikarus 280.64.

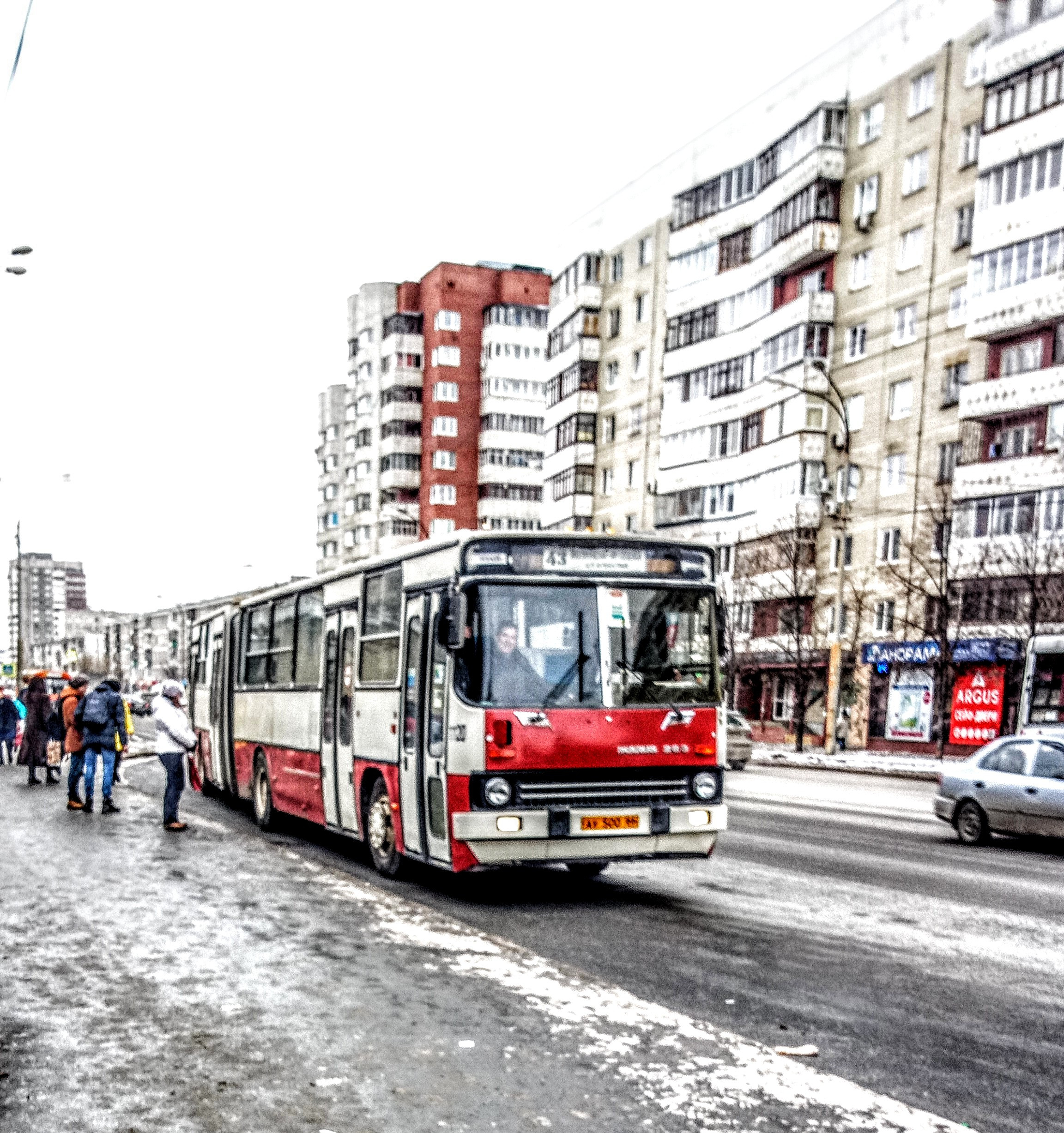
Один из автобусов Ikarus 283.10 в Екатеринбурге
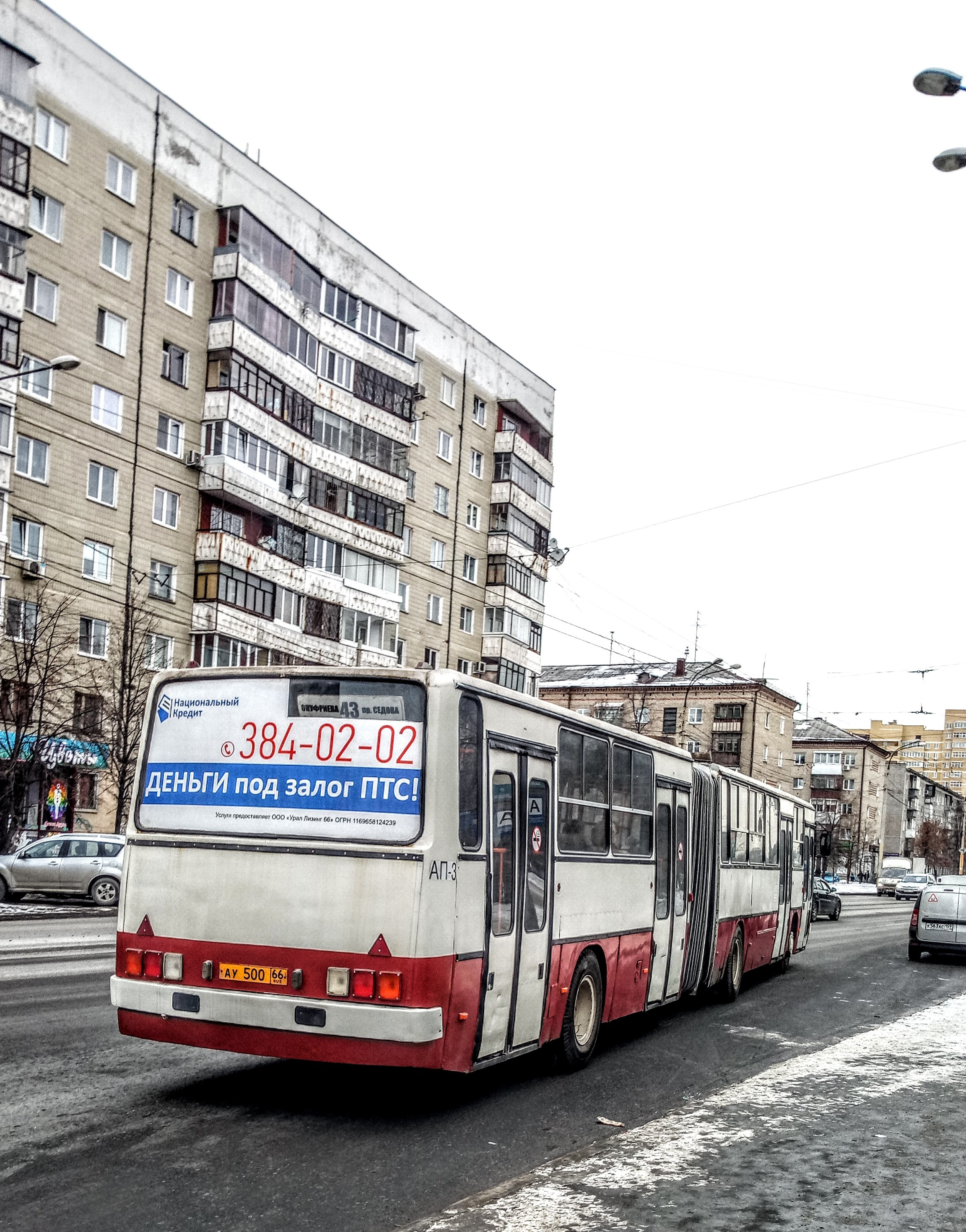
Ikarus 283.10, вид сзади
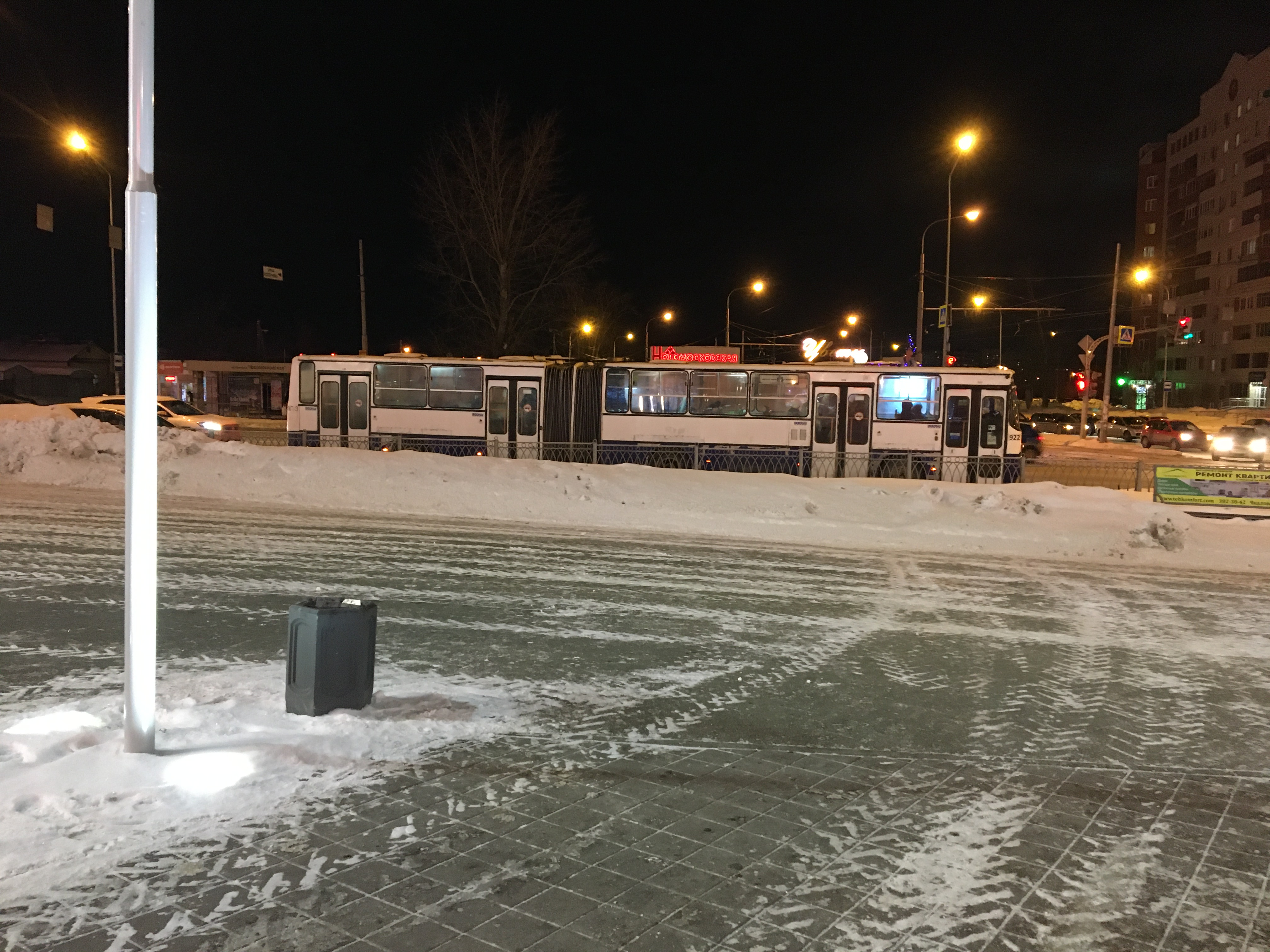
Ikarus 283.10, вид со стороны дверей
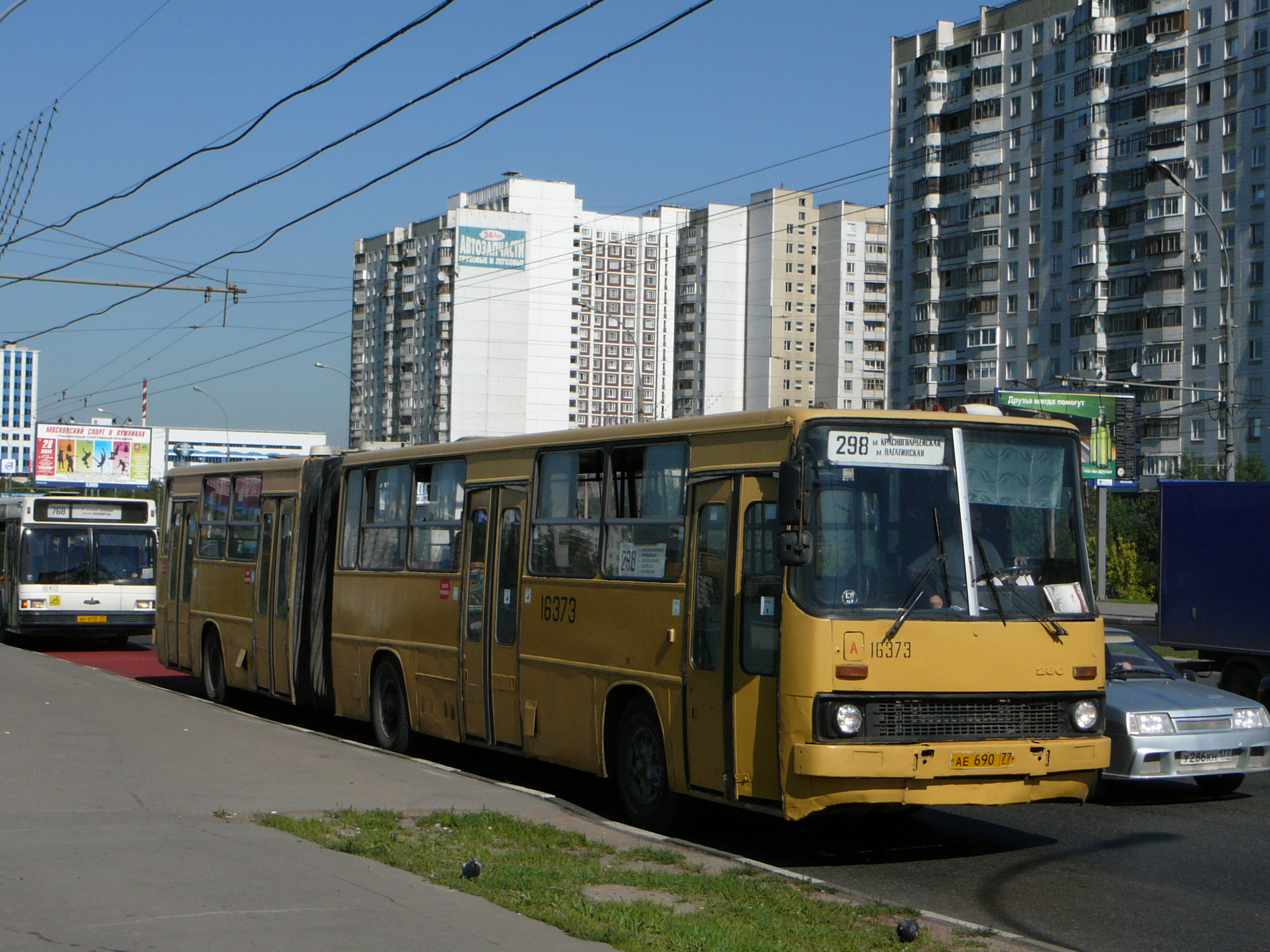
Ikarus 283.00 в Москве
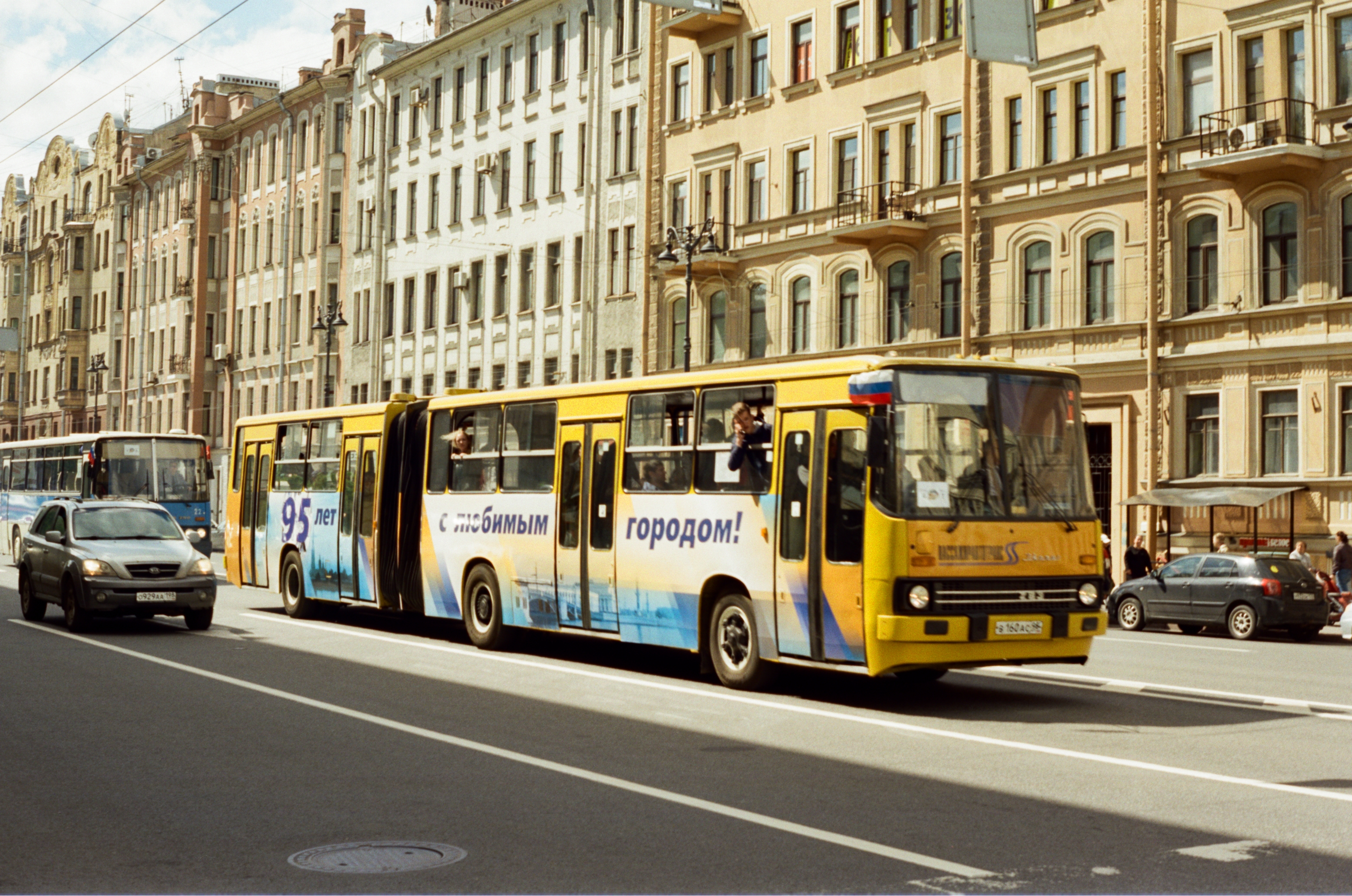
Музейный Ikarus 283.00 в Санкт-Петербурге